# Takahiro Hosokawa
Takahiro Hosokawa (細川隆弘 en japonés; Kioto, 1 de abril de 1967) es un ex–jugador japonés de rugby que se desempeñaba como fullback.

## Selección nacional
Fue convocado a los Brave Blossoms por primera vez en abril de 1990 para enfrentar a las Ikale Tahi, disputó su último partido en mayo de 1993 ante los Pumas, ese año se recibió y abandonó el rugby para dedicarse a su profesión. En total jugó 10 partidos y marcó un total de 115 puntos.

### Participaciones en Copas del Mundo
Solo disputó la Copa del Mundo de Inglaterra 1991 donde Hosokawa jugó todos los partidos como titular, le marcó un try al XV del Cardo y fue el pateador de su seleccionado; marcando un total de 29 puntos. Los Brave Blossoms fueron eliminados en la fase de grupos tras ser derrotados por los escoceses y el XV del Trébol, pero lograron vencer a Zimbabue y esta fue la única victoria de Japón hasta las conseguidas en Inglaterra 2015.
| Mundial                       | Sede       | Resultado    | PJ | Tries |
| ----------------------------- | ---------- | ------------ | -- | ----- |
| Copa Mundial de Rugby de 1991 | Inglaterra | Primera fase | 3  | 1     |